# Dragotin Jesenko
Dragotin Jesenko (pesniško ime T. Doksov), slovenski pesnik, * 11. avgust 1864, Ljubljana, † 22. januar 1902, Ljubljana.

## Življenje
Dragotin Jesenko se je rodil kot nezakonski otrok v ljubljanski deželni bolnišnici. Mati mu je bila Apolonija Jesenko. Mladost je preživel v pomanjkanju, kmalu mu je umrla mama, nato še stara mama. Nadalje je živel v rejništvu, najprej pri družini Zor nato pa pri Belarjevih. 
Dokončal je pet razredov gimnazije, iz šestega pa je izstopil, predvsem zaradi pritiska nemškega profesorja. Odšel v Trst, da bi nadaljev s šolanjem, a tam ni mogel dobiti nikakršne podpore, zato se je vrnil nazaj v Ljubljano. V Ljubljani se je zaposlil v pisarni banke "Slavija", kjer je ostal do smrti. Poleg uradniškega dela se je ukvarjal tudi z zasebnim poučevanjem, učil je npr. sina Ivana Hribarja. 
Poročil se je star nekaj nad dvajset let, imel je sedem otrok. Umrl pa je za šenom leta 1902.

## Ustvarjanje
Svoje pesmi je objavljal v Slovanu, Ljubljanskem zvonu, Učiteljskem tovarišu, Brusu, Slovenskem narodu itd. V njegovih pesmih se odseva njegovo življenje. V njih se kaže dobrota njegova srca, občutljivost duše, dozorelost duha, srčna mehkoba in plemenitost. Po vsebini so nekatere pesmi duhovite, v njih je moč zaslediti sarkazem in satiro, ki sta rezultat težkega življenja. 
Za časa svojega življenja ni izdal samostojne zbirke. Šele leta 1905 (morda 1904) je Engelbert Gangl, ob podpori Frana Nedeljka in Ivana Hribarja, izdal zbirko Pesmi (COBISS). V zbirko so bile uvrščene samo nekatere pesmi, tudi neobjavljene. Izločene so bile prigodnice in pesmi s politično vsebino.